# Arquimbald de Foix

Armes d'Arquimbald de Grailly com a comte consort de Foix

Arquimbald de Grailly (? - 1413) fou senyor de Grailly, vescomte de Benauges i captal del Bug i, pel seu matrimoni amb Isabel de Foix, comte de Foix i vescomte de Bearn i de Castellbò (1398-1413).

## Orígens familiars
Fill de Pere II de Grailly i la seva segona esposa Rosemburge de Perigord, neta de Roger Bernat III de Foix.

## Núpcies i descendents
Es va casar el 1381 amb la comtessa Isabel de Foix, besneta de Roger Bernat II de Foix. D'aquest matrimoni naqueren:
- l'infant Joan I de Foix (1382-1436), comte de Foix, vescomte de Bearn[4]
- l'infant Gastó de Foix (?-1455), Captal de Buch i iniciador del comtat de Candale[4]
- l'infant Arquimbau de Foix (?-1419), senyor de Navailles[5]
- l'infant Mateu I de Comenge (?-1453), comte de Comenge
- l'infant Pere de Foix (1386-1464), cardenal i bisbe d'Arle

## Ascens al tron comtal
El 1398 va heretar el comtat de Foix i els vescomtats de Bearn i Castellbò del seu germà Mateu I de Foix. Com que Arquimbald era fidel als anglesos el rei de França Carles V es va oposar a la successió al comtat de Foix que era feu francès, mentre Bearn era sobirà i Castellbò era feu català, i forces franceses es van establir a alguns castells foixencs. Es va fer una treva, garantida amb dos fills dels comtes deixats com a ostatges al rei, i després d'una visita d'Isabel al rei, que la va rebre i la va enviar a Foix, seguida d'una de Arquimbald, es va fer la pau i els ostatges foren alliberats i els castells i terres de Maseres i Saverdun retornats. El 2 de març de 1402 Arquimbald i els seus fills van jurar fidelitat al rei francès.
El 1412 Arquimbald, que va romandre lleial a França, va ser nomenat Capità general del Llenguadoc i va morir als pocs mesos (1413). El va succeir el seu fill Joan I de Foix.